# Dźoszohor
Dźoszohor, Dżesaur (beng. যশোর, ang. Jessore) – miasto w południowo-zachodnim Bangladeszu (południowo-wschodnia część Niziny Hindustańskiej) w prowincji Khulna, w delcie Gangesu i Brahmaputry. Liczy ok. 247 tys. mieszkańców (2005). Ośrodek handlu jutą, trzciną cukrową i ryżem, ponadto przemysł chemiczny, skórzany, bawełniany, cukrowniczy. Port lotniczy i ważny węzeł komunikacyjny dzięki połączeniu z Kalkutą. Baza lotnictwa wojskowego.